# Мучкап (река)
Мучкап (устар. Мучканъ) — река в России, протекает по Мучкапскому району Тамбовской области. Левый приток реки Вороны, бассейн Хопра. 
Истоки реки — севернее посёлка Уваровского. В верховье течёт по оврагу Мучкап. От истока река течёт преимущественно на юго-запад. В Уваровском и деревне Владимировка на реке организованы пруды. На всём течении река пересыхает. В низовьях протекает через рабочий посёлок Мучкапский. Протекает через озеро Лопасо, затем впадает в реку Ворона.
В некоторых местах достигает 5 метров в ширину и 2 метров в глубину. Длина реки 14 километров.

## Притоки
Имеет два левых притока: Вершина Лихачёва и Вершина Попова.

## Ихтиофауна
В реке водятся пескари, караси, окуни, плотва. Также водятся небольшие ракообразные. В озере Лопасо в которое впадает Мучкап, водятся щуки.